# ناو کوچک توپدار مارکز دل دوئرو
ناو کوچک توپدار مارکز دل دوئرو (به انگلیسی: Spanish gunboat Marques del Duero) یک کشتی بود که طول آن ۱۵۷ فوت ۵ اینچ (۴۷٫۹۸ متر) بود. این کشتی در سال ۱۸۷۵ ساخته شد.